# محافظة ساتون
محافظة ساتون (بالتايلاندية:สตูล) و(بالإنجليزية: Satun) هي واحدة من محافظات تايلاند الخمس والسبعين تجاور محافظة ترانغ ومحافظة فاتالونغ ومحافظة سونغكلا.

## الجغرافيا
تقع المحافظة على شبه جزيرة الملايو على شاطئ بحر اندامان.

## التاريخ
كانت جزء من سلطنة قدح وتحولت إلى مملكة سيتول مامبانج سيجارا بعد انقسام السلطة بين حكام سلطنة قدح في عام 1808 وظلت حتى قامت سيام باحتلالها عام 1843 وبعد هذه التاريخ أصبحت تحت حكم حاكم محافظة ناخون سي تاممارات وفي عام 1897 أصبحت جزء من محافظة سونغكلا والتي أصبحت تابعة لمملكة تايلاند إثر معاهدة أبرمتها تايلاند مع المملكة المتحدة في عام 1909 تتنازل تايلاند فيها عن ولايتي كلنتان وبيرليس بمقابل سيادة تايلاند على محافظات الجنوب التايلاندي والتي من بينهم محافظة ساتون.

## السياحة
تتميّز بأجوائها الهادئة وطبيعتها البحرية الساحرة، وتضم المنطقة عددًا من الجزر التابعة للحديقة الوطنية البحرية تاروتاو، من أبرزها جزيرة كوه تاروتاو ذات الغابات الكثيفة والسواحل الطويلة، وجزيرة كوه ليبي التي تشتهر بشعابها المرجانية وشواطئها ذات الرمال الناعمة.
وتُعد ساتون وجهة مثالية للراغبين في الابتعاد عن الوجهات السياحية المزدحمة، حيث تجمع بين الاسترخاء والمغامرة وسط بيئة طبيعية نقية.

## السكان
المحافظة هي واحدة من أربع محافظات تايلاندية أغلبية سكانها مسلمين حيث أنه نسبة السكان المسلمين تبلغ 67.8% والديانة البوذية 31.9% خلافا للمحافظات الأخرى ذات الأغلبية المسلمة لم يشهد التاريخ مواجهات سياسية بين السكان المحليين والسلطات التايلاندية أو التوتر معا السكان البوذيين.

## التقسيمات الادارية
تنقسم المحافظة إلى 7 مقاطعات رئيسية والتي بدورها تنقسم إلى 36 مقاطعة فرعية (بلدية) و 227 قرية.
| 1. موينج ساتون لانج ديسان 2. كيان دون 3. كيان كلونج 4. ثافيا | 1. لي نجي 2. ثانج وي 3. مانانج |

## معرض صور

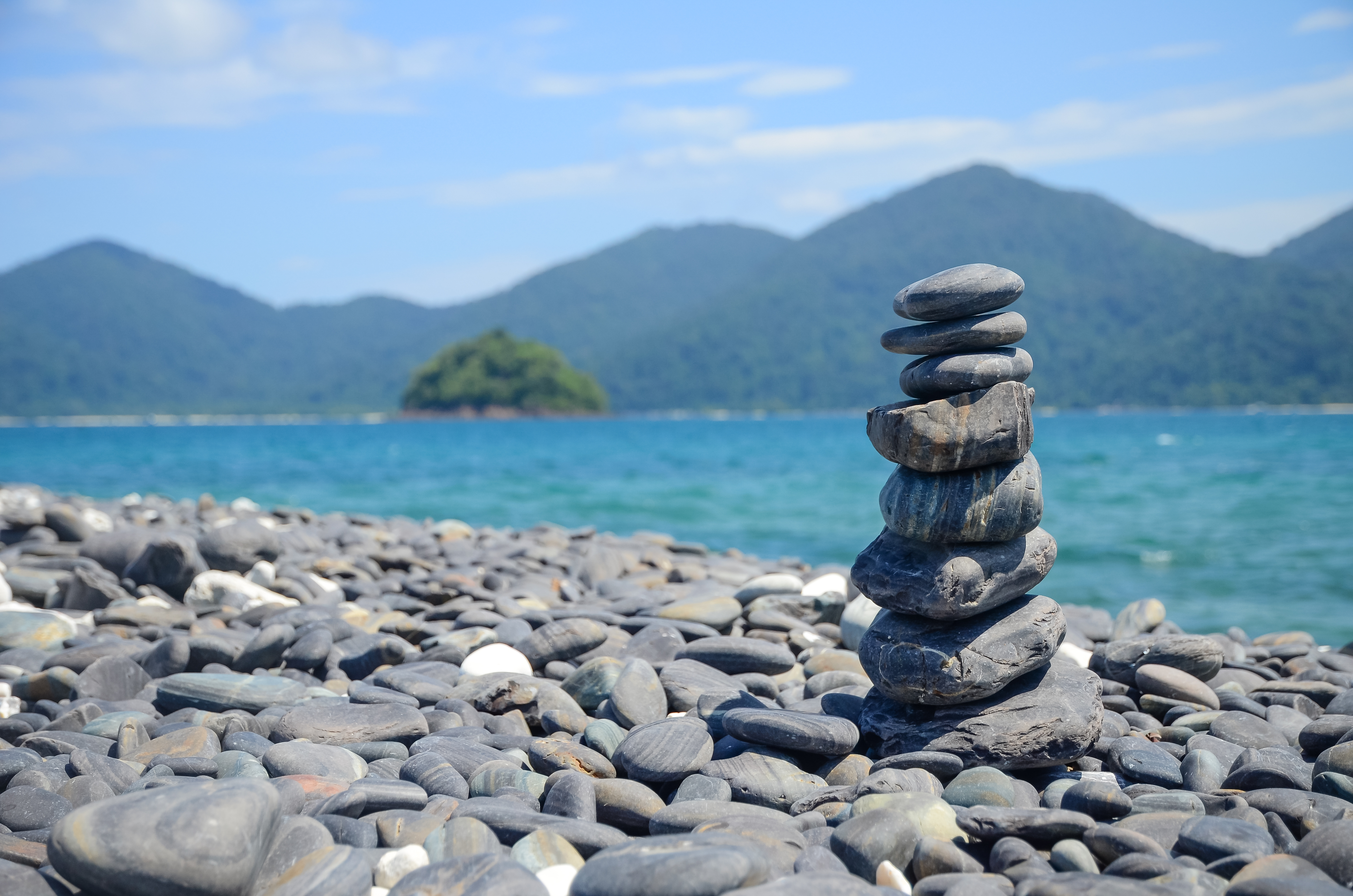
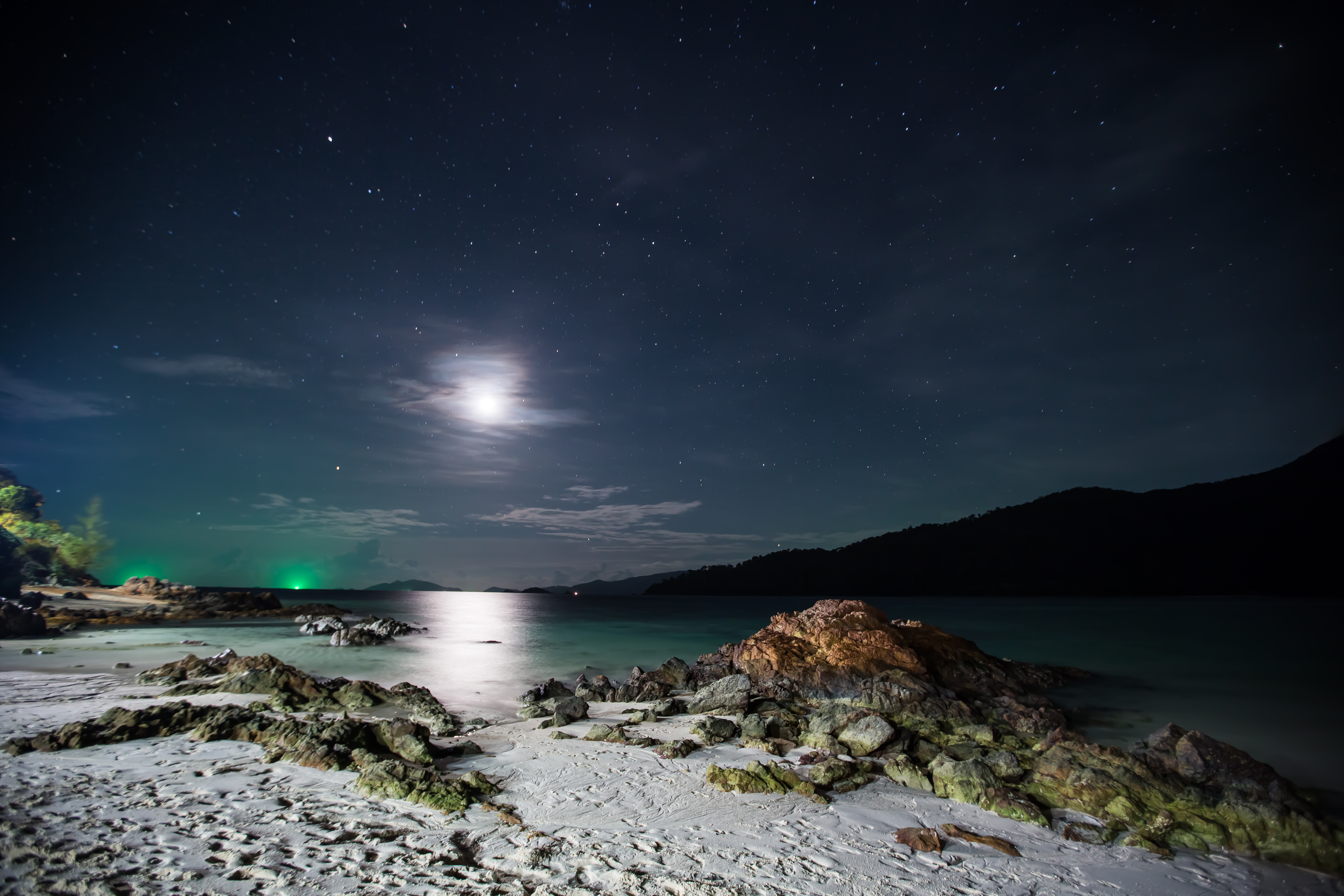
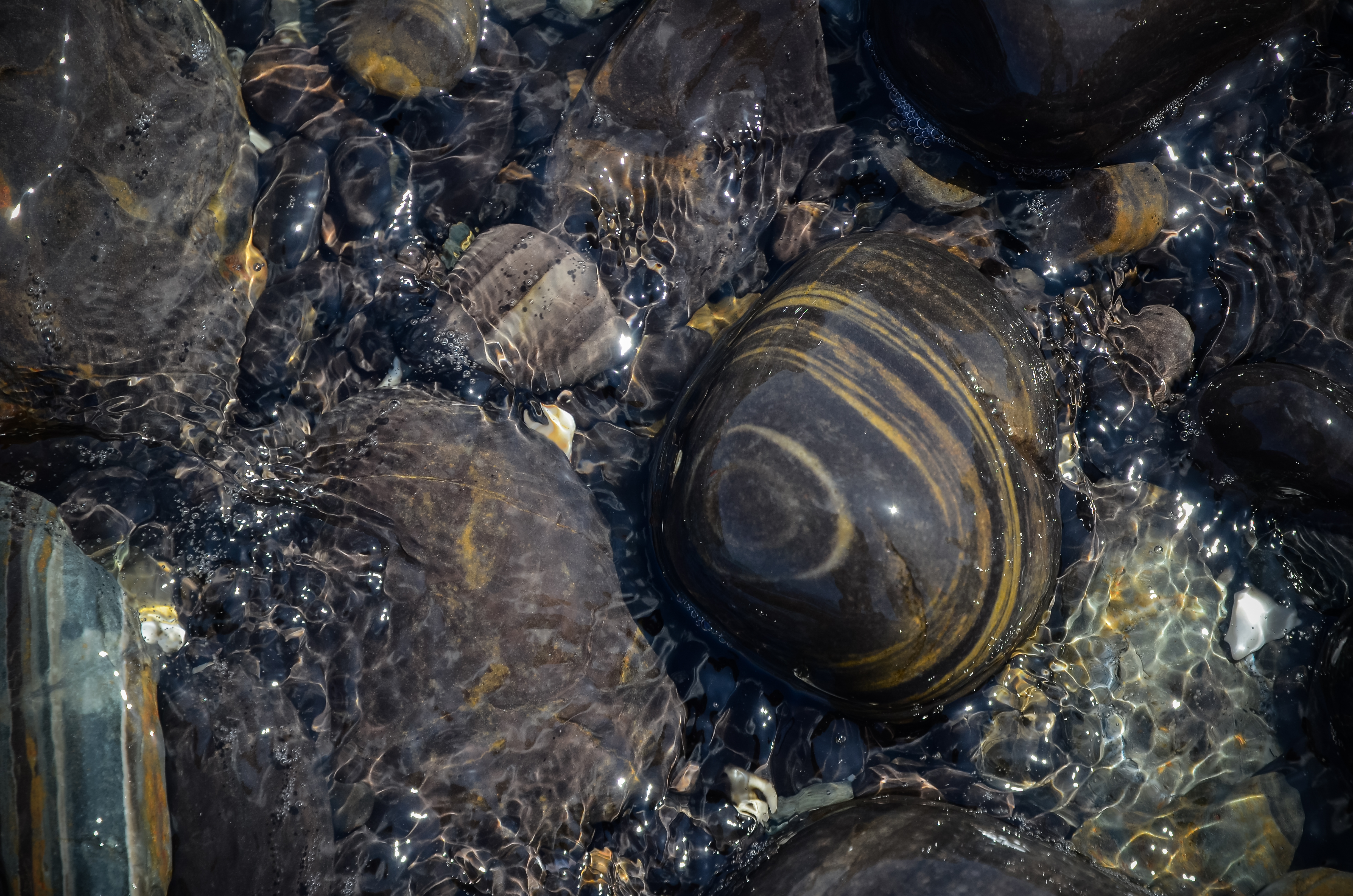
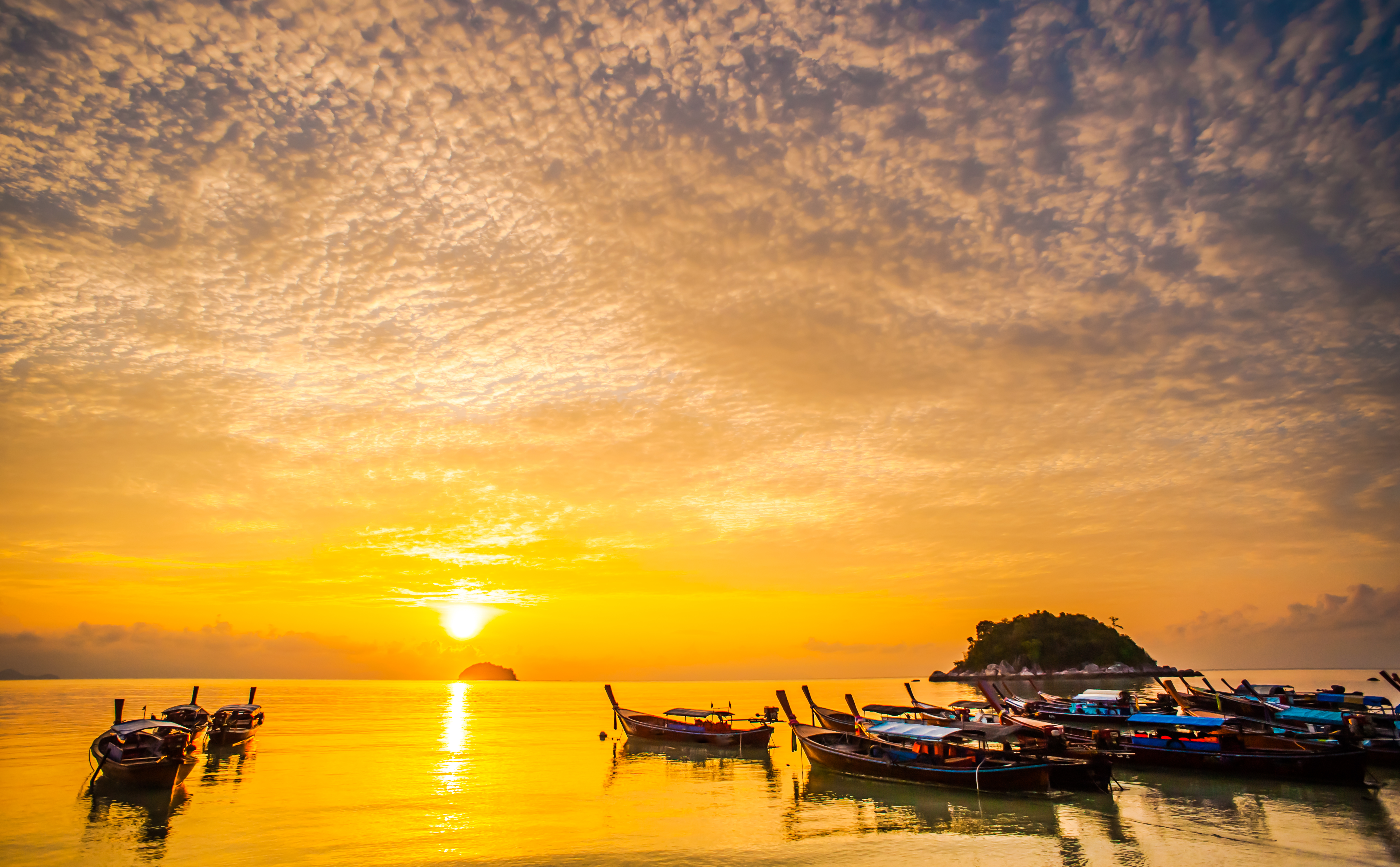
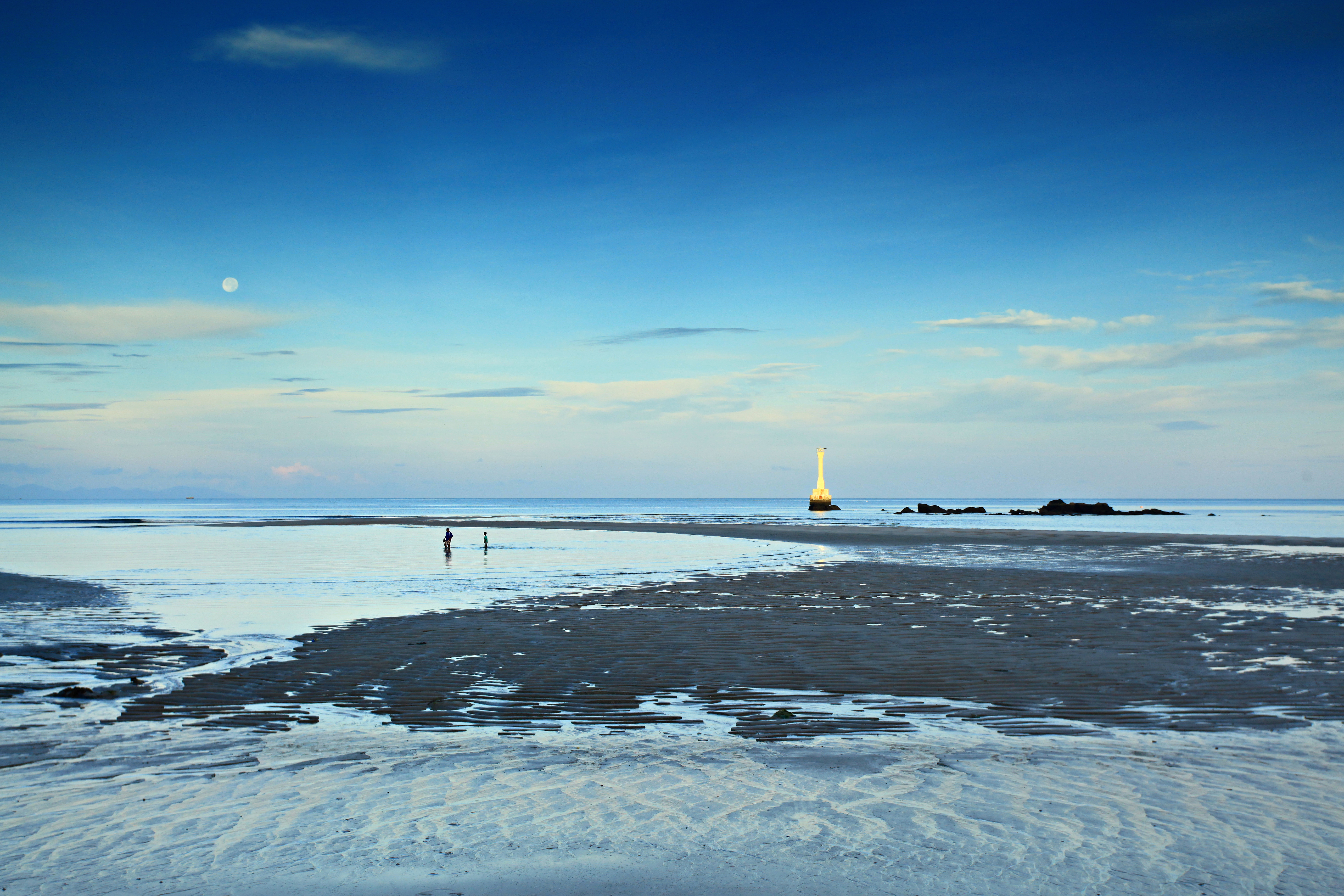
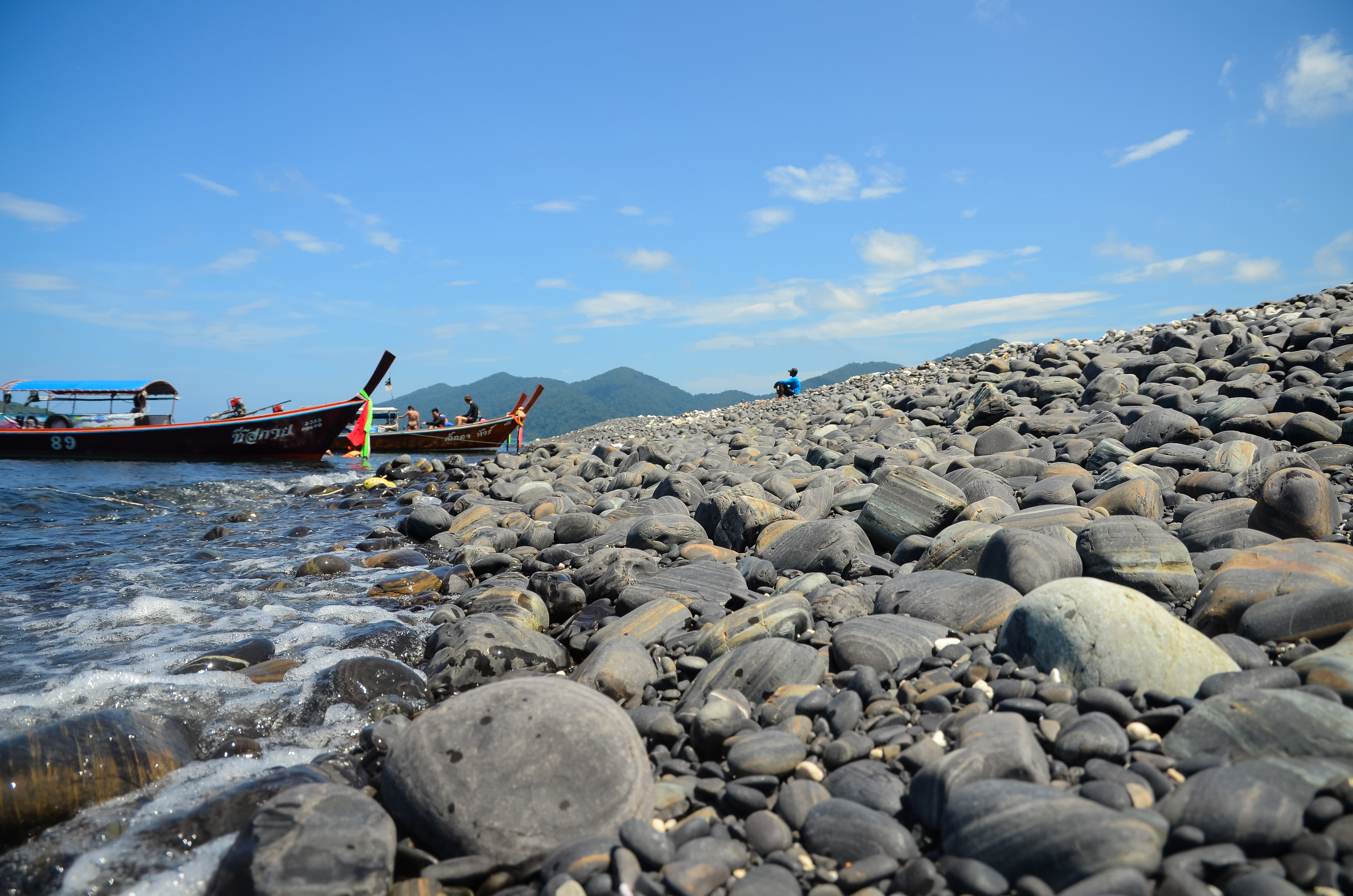